# Vincent Capdepuy
Pour les articles homonymes, voir Capdepuy.
Vincent Capdepuy (né en 1977) est un enseignant du secondaire, géohistorien et cartographe français.

## Biographie
En 1998 et 1999, il passe une maîtrise d’archéologie sous la direction de René Treuil à l'Université Paris I Panthéon-Sorbonne.
De 2001 à 2003, il fait un DEA d’archéologie sous la direction de Jean-Claude Margueron à l'École pratique des hautes études.
À partir de 2004, il prépare une thèse de géographie sous la direction de Christian Grataloup à l'Université Paris-Diderot, qu'il soutient en 2010. 
À partir de 2002, il enseigne dans le secondaire à La Réunion, et à partir de 2008, il devient formateur académique en cartographie.
À partir de 2010, il participe au programme ANR PaléoSyr du CNRS.
Il est membre associé du « Groupe de recherches et d'études sur la Méditerranée et le Moyen-Orient » à la Maison de l'Orient et de la Méditerranée (MOM), enseignant dans le secondaire à Saint-Pierre de la Réunion et auteur de livres scolaires, principalement autour de la géographie. Il collabore avec Christian Grataloup dans certaines publications.
Il participe à la revue M@ppemonde, revue de l'Institut des sciences humaines et sociales (INSHS) du CNRS , ainsi qu'à la revue numérique de cartographie européenne Cybergeo.
Il est associé à Géographie-Cités UMR 8504 et participe au programme ANR PaléoSyr du Centre national de la recherche scientifique (CNRS).

## Publications

### Ouvrages
- 50 histoires de la mondialisation : de Néandertal à Wikipédia, Alma éditeur, 2018.
- Chroniques du bord du monde : Histoire d'un désert entre Syrie, Irak et Arabie, Payot, 2021.

En collaboration :
- Guide pédagogique : terre des villes, Belin, 2005.
- Manuel de géographie de 2de, Belin, 2006.

### Articles
- « Proche ou Moyen-Orient ? : géohistoire de la notion de Middle East », in L'Espace géographique, tome 37, 2008, p. 225-238. (lire en ligne)
- « Un espace : l'Eufrasie », M@ppemonde, no 104,‎ 2011 (lire en ligne)
- Christian Grataloup et Vincent Capdepuy, « Continents et océans : le pavage européen du globe », Monde(s), Armand Colin / Dunod, no 3,‎ 2013 (DOI 10.3917/mond.131.0029)
- « Le monde en étoile : genèse d’une projection cartographique », M@ppemonde, no 111,‎ 2013 (lire en ligne)
- « La limite Nord/Sud », M@ppemonde, no 88,‎ décembre 2007 (lire en ligne)
- « L'Afrique, un continent d'histoires », Sciences humaines, Grands dossiers Hors-série n°8, décembre 2019 - janvier 2020, in La Grande histoire de L'Afrique